# Xixime

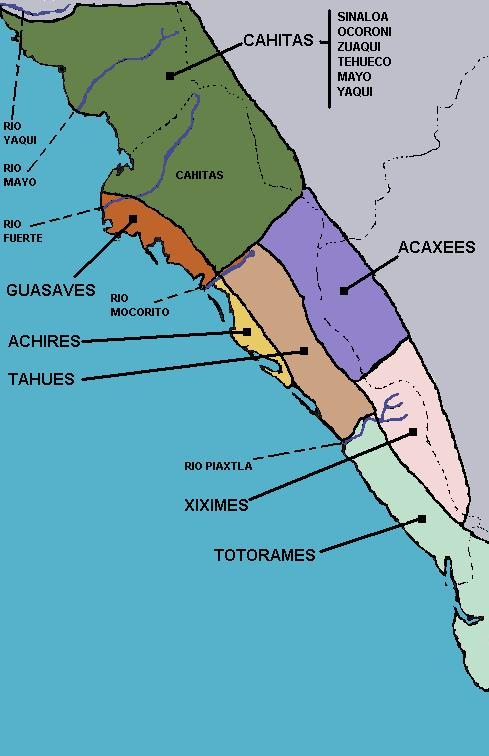
Sinaloa en 1530.

Los xiximes fueron un pueblo indígena de México, hoy desaparecido. Vivieron en la región serrana de Sinaloa que colinda con el actual estado de Durango en México. Recolectaban frutos silvestres como tunas, zapotes y guamúchiles, así como semillas de mezquite y miel silvestre. Su agricultura se reducía a cultivar maíz, chile, algodón, tabaco y calabaza. Generalmente andaban desnudos; usaban el pelo largo y adornaban sus brazos con conchas y caracoles, que conseguían por trueque con los pobladores de las costas. Eran enemigos de los acaxees, con quienes tenían continuas guerras. Practicaban la antropofagia como parte de los ritos para asegurar la fertilidad del maíz.

## Arquitectura
Los xiximes fueron un pueblo avanzado en la construcción, se han encontrado ciudades al estilo "casas en acantilado" en la región, la más estudiada de ellas se llama "Cueva del Maguey" y posee vestigios de construcciones de dos niveles y cuatro metros de altura, edificadas en el interior de cinco cuevas, el estilo de construcción utiliza el tipo de Bajareque.

## Vestimenta
La vestimenta de los xiximes se realizaba mediante una técnica de manufactura aún poco estudiada utilizando plumas de guajolote y cabello humano para que conservaran más el calor. Estos elementos se entretejían con algodón y otros materiales mediante agujas de hueso.

## Organización y modo de vida
Los xiximes estaban organizados en comunidades dispersas por todo su territorio, estas comunidades o grupos, a las que los antropólogos llaman familia extendida, se formaban a raíz de una pareja de progenitores que, con el tiempo, se iban ampliando con otros actores añadidos (a partir de la misma pareja). Los consanguíneos eran independientes, autónomos, ninguna autoridad exterior influía en su desarrollo como comunidad, salvo las autoridades religiosas (o políticas) de las ciudades acantilado y en ocasiones especiales en las que se concentraban bajo las órdenes de un caudillo cuando surgían las guerras.
La pareja xixime que decidía abandonar la comunidad para fundar la propia se despedía de su comunidad de origen y se retiraba, no todas sobrevivían.